# SI-prefix
Ett SI-prefix är ett prefix som kan användas till någon av enheterna i Internationella måttenhetssystemet (Système International d'Unités, SI) för att ange multipler eller delar av dessa enheter. Prefixen kan användas både till systemets grundenheter och till de härledda enheterna.

## Exempel
- Prefixet kilo multiplicerar med 1 000, så kilometer betyder tusen meter och kilowatt betyder tusen watt.
- Prefixet milli dividerar med 1 000, så millimeter betyder en tusendels meter och millisekund betyder en tusendels sekund.
- SI-symbolerna skrivs med stor eller liten bokstav enligt tabellen nedan. Prefixen helt utskrivna följer normala skrivregler (med liten bokstav i text).

I äldre litteratur kan man se flera prefix kombinerade, där storleken ska antas vara produkten av de enskilda prefixen. Detta räknas numera som felaktig användning. Man får alltså inte skriva kMHz, utan det skall vara GHz (gigahertz). Det förstnämnda skrivsättet är en kvarleva från före 1960 då p och G med flera infördes.

## Användning utanför SI
I vissa fall används prefixen även för enheter utanför SI. Man säger till exempel ibland megaton, megaelektronvolt och gigaparsec. Inom ekonomi används ibland prefixet k i exempelvis kkr, kilokronor, istället för tkr, tusen kronor. I USA används ofta versalt K för att avse kilo; till och med i förkortningen Y2K avses prefixet kilo.

## Tabell
| SI-prefix | SI-symbol | 10n   | 1000n    | Namn           | Decimaltal                                | Sedan |
| --------- | --------- | ----- | -------- | -------------- | ----------------------------------------- | ----- |
| Quetta    | Q         | 1030  | 100010   | Kvintiljon     | 1 000 000 000 000 000 000 000 000 000 000 | 2022  |
| Ronna     | R         | 1027  | 10009    | Kvadriljard    | 1 000 000 000 000 000 000 000 000 000     | 2022  |
| Yotta     | Y         | 1024  | 10008    | Kvadriljon     | 1 000 000 000 000 000 000 000 000         | 1991  |
| Zetta     | Z         | 1021  | 10007    | Triljard       | 1 000 000 000 000 000 000 000             | 1991  |
| Exa       | E         | 1018  | 10006    | Triljon        | 1 000 000 000 000 000 000                 | 1975  |
| Peta      | P         | 1015  | 10005    | Biljard        | 1 000 000 000 000 000                     | 1975  |
| Tera      | T         | 1012  | 10004    | Biljon         | 1 000 000 000 000                         | 1960  |
| Giga      | G         | 109   | 10003    | Miljard        | 1 000 000 000                             | 1960  |
| Mega      | M         | 106   | 10002    | Miljon         | 1 000 000                                 | 1960  |
| Kilo      | k         | 103   | 10001    | Tusen          | 1 000                                     | 1795  |
| Hekto     | h         | 102   | 10002/3  | Hundra         | 100                                       | 1795  |
| Deka      | da        | 101   | 10001/3  | Tio            | 10                                        | 1795  |
| (Saknas)  | (Saknas)  | 100   | 10000    | Ett            | 1                                         | –     |
| Deci      | d         | 10−1  | 1000−1/3 | Tiondel        | 0,1                                       | 1795  |
| Centi     | c         | 10−2  | 1000−2/3 | Hundradel      | 0,01                                      | 1795  |
| Milli     | m         | 10−3  | 1000−1   | Tusendel       | 0,001                                     | 1795  |
| Mikro     | µ         | 10−6  | 1000−2   | Miljondel      | 0,000 001                                 | 1960  |
| Nano      | n         | 10−9  | 1000−3   | Miljarddel     | 0,000 000 001                             | 1960  |
| Piko      | p         | 10−12 | 1000−4   | Biljondel      | 0,000 000 000 001                         | 1960  |
| Femto     | f         | 10−15 | 1000−5   | Biljarddel     | 0,000 000 000 000 001                     | 1964  |
| Atto      | a         | 10−18 | 1000−6   | Triljondel     | 0,000 000 000 000 000 001                 | 1964  |
| Zepto     | z         | 10−21 | 1000−7   | Triljarddel    | 0,000 000 000 000 000 000 001             | 1991  |
| Yokto     | y         | 10−24 | 1000−8   | Kvadriljondel  | 0,000 000 000 000 000 000 000 001         | 1991  |
| Ronto     | r         | 10−27 | 1000−9   | Kvadriljarddel | 0,000 000 000 000 000 000 000 000 001     | 2022  |
| Quekto    | q         | 10−30 | 1000−10  | Kvintiljondel  | 0,000 000 000 000 000 000 000 000 000 001 | 2022  |

## Dataenheter, binära prefix
Prefixen kilo (k), mega (M), giga (G), och tera (T) är också vanliga tillsammans med enheter för informationslagring som bit och byte. Eftersom sådana storheter ofta har värden som utgör potenser av två, har prefixen i dessa sammanhang använts i en oegentlig betydelse:
- K = Ki = 210 = 1 024 (k skrivs med stor bokstav vid användning i denna betydelse)
- M = Mi = 220 = 1 048 576
- G = Gi = 230 = 1 073 741 824
- T = Ti = 240 = 1 099 511 627 776

Vid beskrivning av kommunikationshastigheter har prefixen emellertid alltid använts i sin egentliga betydelse. Ett 10 Mbit/s ethernet sänder med 10 000 000 bit/s och inte med 10 485 760 bit/s. Hårddiskars kapacitet anges med decimala prefix (100 GB=100*109 B), men hårddiskarna adresseras sektorvis, och en sektor består av 512 B, 1/2 KiB. För en "1,44 MB" diskett gäller att den har 1440 KiB kapacitet efter formatering (det vill säga kontrollsummor, glapp mellan sektorer etc. oräknat). Primärminnens storlek anges konsekvent med binära prefix.
Dessa inkonsekvenser hade inte så stor betydelse så länge datorerna hade förhållandevis lite minne och nätverken förhållandevis låg hastighet, men allt eftersom kapaciteten och hastigheten ökat har den relativa skillnaden mellan enheterna (och därmed problemet) blivit större.
Som följd av detta införde IEC (International Electrotechnical Commission) 1998 en ny uppsättning binära prefix utanför SI. De bildas genom att byta ut sista stavelsen i SI-prefixen mot "bi" och till motsvarande symboler lägga bokstaven "i":
Detta betyder också att de ordinarie prefixen enligt IEC enbart har sin bas-10-betydelse och aldrig någon bas-2-betydelse. De binära prefixen har dock ännu inte fått någon större allmän spridning. 1 GiB internminne betecknas fortfarande ofta som 1 GB.